# خوان كابرال (لاعب كرة قدم)
خوان كابرال (بالإسبانية: Juan Cabral)‏ هو مدرب كرة قدم ولاعب كرة قدم باراغواياني، ولد في 19 يونيو 1984 في أسونسيون في باراغواي. لعب مع نادي بالستينو.

## وصلات خارجية
- خوان كابرال على موقع قاعدة بيانات كرة القدم.إي يو (الإنجليزية)
- خوان كابرال على موقع Soccerway.com (الإنجليزية)
- خوان كابرال على موقع AS.com (الإسبانية)